# Dimos Nea Zichni
Dimos Nea Zichni (Nea Zichni) är en kommun i Grekland.   Den ligger i prefekturen Nomós Serrón och regionen Mellersta Makedonien, i den nordöstra delen av landet, 300 km norr om huvudstaden Aten. Antalet invånare är 13 813. Arean är 406 kvadratkilometer.
Terrängen i Dimos Nea Zichni är varierad.